# Palmer Point
Palmer Point är en udde i Antarktis. Den ligger i Östantarktis. Australien gör anspråk på området.
Terrängen inåt land är platt åt sydväst, men åt sydost är den kuperad. Havet är nära Palmer Point norrut. Trakten är glest befolkad. Närmaste befolkade plats är Druzhnaya 4 Station, 11,9 kilometer väster om Palmer Point.